# Christian Pulz

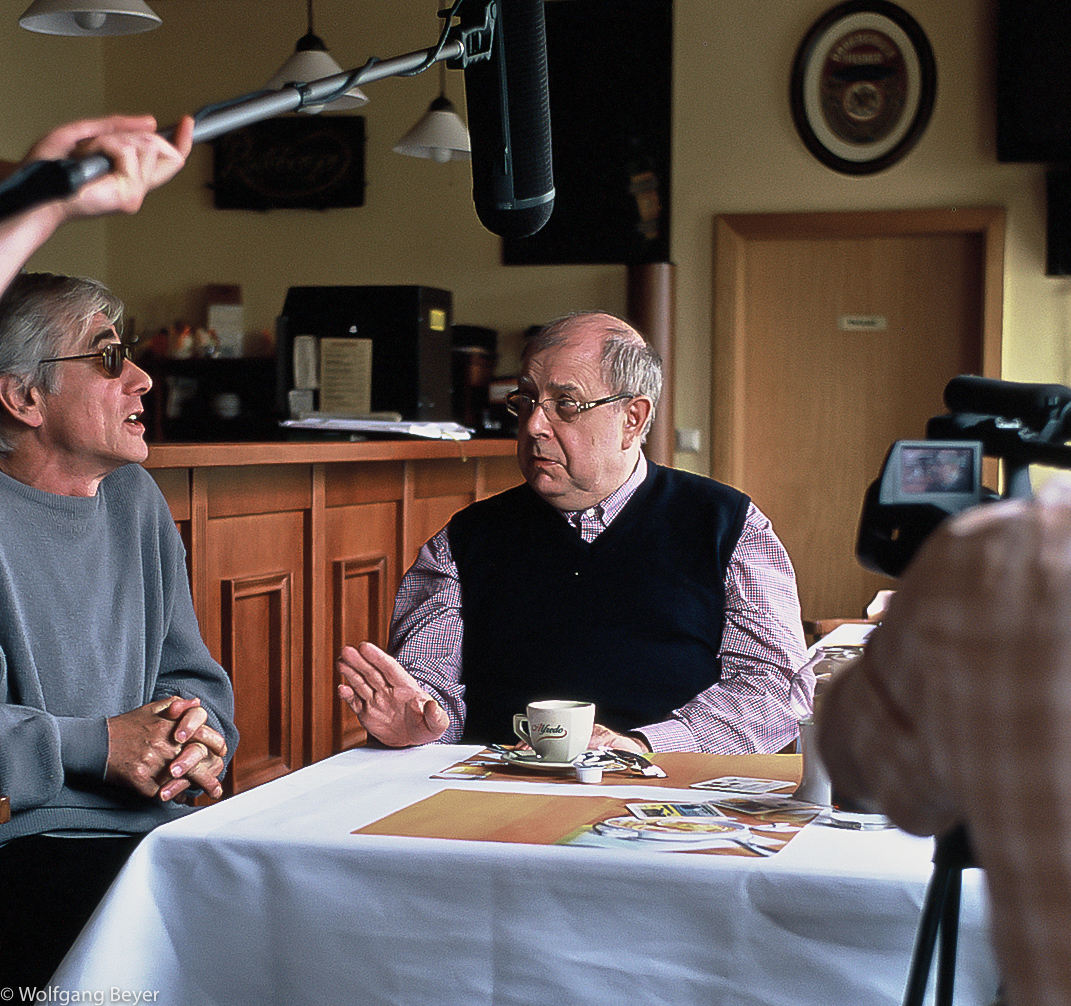
Christian Pulz (Mitte) und Eduard Stapel, 2011

Christian Pulz (* 14. Dezember 1944 in Plauen; † 15. April 2021) war Aktivist der Friedens-, Umwelt- und Menschenrechtsbewegung der DDR, Buchhändler, Sozialfürsorger und nach der Friedlichen Revolution Mitglied des Berliner Abgeordnetenhauses und Sozialpädagoge.

## Leben
Von 1951 bis 1961 besuchte Pulz die Oberschule in Bad Elster, anschließend bis 1963 die Vorschule für den kirchlichen Dienst in Moritzburg und von 1963 bis 1967 das Theologische Seminar in Leipzig. Von 1967 bis 1970 absolvierte Pulz eine Ausbildung zum Buchhändler und war danach 14 Jahre in verschiedenen Verlagen und Buchhandlungen tätig. Nach einem Fernstudium Sozialfürsorge in Potsdam arbeitete Pulz bis 1990 als Sozialfürsorger.
Pulz war von 1990 bis 1995 Mitglied des Abgeordnetenhauses von Berlin, jugendpolitischer Sprecher der Fraktion Bündnis 90/Die Grünen sowie verantwortlich für die Minderheiten- und Schwulenpolitik. In dieser Zeit studierte er Sozialpädagogik. Zuletzt war er Mitbegründer der Gay Church Berlin. Er starb im April 2021 im Alter von 76 Jahren.

## Gründung von „Schwule in der Kirche – Arbeitskreis Homosexuelle Selbsthilfe“
1982 gründeten Eduard Stapel, Matthias Kittlitz und Christian Pulz den ersten Arbeitskreis Homosexualität der ESG Leipzig. Der Entstehung dieser ersten öffentlichen Gruppe vorausgegangen war eine ungefähr einjährige Selbsterfahrungsgruppe, zu der ausschließlich Homosexuelle in privaten Wohnungen zusammenkamen. Das erste Treffen der Gruppe fand in der Wohnung von Christian Pulz statt. Angeregt von Martin Siems’ Buch "Coming out: Hilfe zur homosexuellen Emanzipation" hatte er anderen Leipziger Homosexuellen vorgeschlagen, eine Gruppe zur homosexuellen Selbsterfahrung zu organisieren. Kurz zuvor hatte C. Pulz den damaligen Theologiestudenten Eduard Stapel kennengelernt. Stapel hatte sofort Interesse an der Mitarbeit in einer solchen Gruppe. Zwei der in Siems’ Buch genannten Prinzipien waren, dass sich ausschließlich Betroffene zusammenfinden und dass es keine Hierarchie innerhalb der Gruppe gibt, jeder sein eigener „Chairman“ ist. Es ging darum, einen Raum zu schaffen, in welchem Homosexuelle ohne heteronormative Dominanz oder Einflussnahme sich selbst definieren lernen; eine Gruppe in der nicht Heterosexuelle über Homosexuelle und ihre Sexualität, sondern Homosexuelle über sich selbst und ihre Sexualität sprechen. Die Beteiligten haben so begonnen nach den Ursachen ihrer Ängste und Schwierigkeiten im Umgang mit der eigenen Sexualität zu fragen. Das Ergebnis dieser Gruppenerfahrung war, dass man beschloss, nun öffentlich zu werden und bei der evangelischen Kirche eine selbstbestimmte homosexuelle Gruppe zu bilden, die in der DDR emanzipatorisch wirksam werden sollte. Insbesondere aus dieser Selbsterfahrung von Homosexuellen nach westlichem Vorbild bekamen die Gruppen um Pulz und Stapel ihren politisch emanzipatorischen Impetus. Parallel gab es eine offizielle kirchliche Tagung der Evangelischen Akademie (Ost-)Berlin unter Leitung von Elisabeth Adler und Manfred Punge im Januar 1982, die die Gründung eines anderen Gesprächskreises in Berlin anregte.
Noch 1982 übersiedelte Pulz nach Ost-Berlin, wo er 1983 eine informelle Schwulengruppe gründete und in verschiedenen Kirchgemeinden nach Räumlichkeiten für Treffen suchte. Im Frühjahr 1983 wandte er sich auch an den Friedensarbeitskreis der Samaritergemeinde. Dort wurde das Anliegen von einigen Mitgliedern unterstützt, jedoch kein eigener schwuler Arbeitskreis gegründet. Grund dafür war die Belastung durch den bereits bestehenden Friedensarbeitskreis und die Blues-Messen. Die Verbindung zu dieser Gemeinde blieb aber erhalten. Im April 1984 fand hier das erste Mitarbeitertreffen der Schwulen- und Lesbenarbeitskreise der DDR statt.
In Berlin organisierte Pulz am 21. Mai 1983 den ersten Christopher Street Day in der DDR. An dem Treffen in der Gedenkstätte Sachsenhausen beteiligten sich 13 Personen, die kurzzeitig von Mitarbeitern des Ministeriums für Staatssicherheit behindert wurden. Es war der erste bekannte Gedenkakt an die Verfolgung Homosexueller im Nationalsozialismus durch einzelne Schwule und Lesben in der DDR.

Im Gästebuch hinterließen sie folgenden Eintrag:
„Wir gedachten heute der im KZ Sachsenhausen ermordeten homosexuellen Häftlinge. Wir waren sehr betroffen, hier nichts über ihr Schicksal zu erfahren.“
1983 auf der Friedenswerkstatt der Samaritergemeinde trat die Gruppe um Pulz erstmals öffentlich in Erscheinung unter dem Motto „Lieber ein Warmer Bruder als ein Kalter Krieger“. Hier entstand der Kontakt zu Pfarrer Walter Hykel der Philippus-Kapelle in Berlin-Hohenschönhausen, wo noch im selben Jahr die erste Veranstaltung des Arbeitskreises stattfand. Dort gab sich die Gruppe den Namen Schwule in der Kirche – Arbeitskreis Homosexuelle Selbsthilfe. In dieser Zeit wurde auch von Ulrich Zieger das Grundsatzpapier des Kreises „Zur Schwulen Realität in der DDR“ verfasst.
Vermittelt von Bärbel Bohley und Pastorin Christa Sengespeick wandte sich der Kreis an die Bekenntnisgemeinde in Treptow. Die räumlichen Bedingungen dort waren gut, die Gemeinde lag stadtnah und der Gemeindekirchenrat hatte die Gruppe als offiziellen Arbeitskreis der Gemeinde bestätigt. Der Gemeindepastor Werner Hilse war ein engagierter Begleiter des Kreises.

## Öffentlichkeitsarbeit des Arbeitskreises
Nach den Auftritten auf den Friedenswerkstätten der evangelischen Kirche entwickelten sich Kontakte zu Gruppen in der BRD, West-Berlin und im westlichen Ausland. Der 1983 entstandene Grundsatztext „Zur Schwulen Realität in der DDR“ wurde an einen Journalisten aus Kanada übergeben und in Westdeutschland im Magazin „Torso“ unter dem Titel „Coming out im Vakuum“ veröffentlicht. Auch in anderen Arbeitskreisen in der ganzen DDR wurde dieser Text verbreitet. Das Thema dieses Textes ist die Frage nach den Ursachen der Antihomosexualität und ihrer Verinnerlichung in den Homosexuellen selber. Dabei geht es einerseits um das Spannungsverhältnis von Homosexualität und Antihomosexualität andererseits um die Befreiung des Homosexuellen aus dem verinnerlichten Selbstverdammungsurteil. Diese Befreiung könne möglich werden, wenn der Mechanismus des eigenen Selbsthasses durchschaut würde. Dieser Mechanismus wird als ein gesellschaftliches Phänomen beschrieben. Aus dieser Erkenntnis heraus leiten sich gesellschaftspolitisch relevante Theorien und Forderungen wie die Bildung von selbstbestimmten Homosexuellen-Gruppen ab, die in der DDR-Gesellschaft von besonderer Brisanz waren, da Gruppen nur durch staatliche Institutionen gebildet werden durften.
Von 1983 bis 1989 wurden in regelmäßigen Abständen Veranstaltungen unter der Verantwortung von Pulz in den Räumen der Bekenntnisgemeinde in der Plesserstraße durchgeführt. In der Regel wurden Künstler, Wissenschaftler oder Kirchenvertreter eingeladen und Referate und Diskussionen zur Thematik schwuler und lesbischer Emanzipation abgehalten.
Nach den Verhaftungen einiger Mitglieder der Umweltbibliothek an der Berliner Zionskirche 1987 kam es zu intensiven internen Differenzen innerhalb des Leitungskreises des Arbeitskreises. Christian Pulz setzte sich dafür ein, den Arbeitskreis an den Solidaritätsaktionen für die Verhafteten zu beteiligen und den Druck auf die DDR-Führung zu erhöhen. Andere Mitglieder im Leitungskreis distanzierten sich von politischen Aktionen und betonten die Gefahr einer Verfolgung durch staatliche Behörden. Insbesondere nach den Verhaftungen im folgenden Jahr während der Liebknecht-Luxemburg-Demonstration verschärften sich die Fronten innerhalb des Arbeitskreises. Das Ministerium für Staatssicherheit setzte dazu auch gezielt Inoffizielle Mitarbeiter in der Leitung des Arbeitskreises ein, um dessen öffentliche Solidarisierung mit den Verhafteten zu verhindern.

## Operativer Vorgang „Orion“
Die regelmäßigen Zusammenkünfte und Veranstaltungen in den Räumen der Treptower Bekenntnisgemeinde wurden von Anfang an durch das Ministerium für Staatssicherheit (MfS) observiert. Unter dem Operativen Vorgang „Orion“, der für die Person Christian Pulz angelegt wurde, sammelte das MfS Informationen über die Gruppe. Ziel war es, belastendes Material für den Straftatbestand eines Zusammenschlusses zur Verfolgung gesetzwidriger Ziele (§ 218 StGB-DDR) in Verbindung mit landesverräterischer Nachrichtenübermittlung (§ 99 StGB-DDR) zu erhalten. Auf Pulz wurden mehrere Inoffizielle Mitarbeiter angesetzt, in seiner Wohnung wurde eine Abhöreinrichtung (Maßnahme B)
eingerichtet, im selben Haus eine konspirative Wohnung unterhalten und vor dem Haus ein mit Infrarottechnik ausgestatteter Barkas positioniert. Der Grundsatztext „Zur Schwulen Realität in der DDR“ wurde vom Ministerium für Staatssicherheit als Programm und Inspirationsquelle der schwulen Gruppen wahrgenommen.
Ende der 1980er Jahre setzte das Ministerium für Staatssicherheit Inoffizielle Mitarbeiter in der Leitung des Arbeitskreises ein, um die öffentliche Solidarisierung mit der Umweltbewegung und der Friedensbewegung zu verhindern.

## Rezeption des Arbeitskreises nach 1989
Die Schwulen- und Lesbenbewegungen in der DDR wurden in der Forschung in den ersten 30 Jahren nach dem Ende der DDR von der wissenschaftlichen Forschung weitestgehend ignoriert. Insbesondere in den bekannten Schriftenreihen der Aufarbeitungseinrichtungen wie der BStU oder den wenigen universitär angesiedelten Forschungsinstituten gab es keine für die Forschungsarbeit weiterführenden Publikationen – weder in den thematisch noch in den biographisch orientierten Reihen. Ebenso ist angesichts der zahlreichen Veranstaltungen und Podiumsdiskussionen, die es zur Thematik des politischen Widerstandes in der DDR gab, auffällig, dass nahezu keiner der damaligen Protagonisten öffentlich in Erscheinung getreten ist. Dieses Fehlen der Thematisierung ist selbst ein Anzeichen für die noch andauernden antihomosexuellen Mechanismen, die für repressive Gesellschaftsformen charakteristisch, aber keinesfalls auf die DDR-Gesellschaft beschränkt sind. Bezeichnend dafür ist, dass die Nonkonformität schwuler und lesbischer Emanzipation gerade in Form der selbstbestimmten Gruppenbildung von Menschen, die nicht aufgrund einer speziellen Qualifizierung, sondern aufgrund ihrer persönlichen Betroffenheit politisch aktiv geworden sind, bisher nicht als ein Kernelement politischer und widerständiger Bewegungen unter den zusätzlich verschärfenden Bedingungen einer Diktatur zu einer grundsätzlichen Gesellschaftskritik und -theorie am Beispiel der DDR geworden ist. In den wesentlichen Verlagen dieser Schriftenreihen wie dem Ch.Links Verlag, Vandenhoeck & Ruprecht, Edition Temmen, LIT Verlag oder dem Peter Lang Verlag ist bisher keine einzige wissenschaftliche Publikation zur Schwulen- und Lesbenbewegung in der DDR erschienen. Eduard Stapel veröffentlichte 1999 eine persönliche Auseinandersetzung mit seinem Engagement in der Schwulenbewegung und den Maßnahmen des Ministeriums für Staatssicherheit.
Auf der Berlinale 2013 erschien der Film „Out in Ost-Berlin“ von Jochen Hick und Andreas Strohfeldt. Er dokumentiert das politische Wirken von Schwulen und Lesben in der DDR. Eine zentrale Rolle spielen dabei die Berliner Arbeitskreise um Christian Pulz und Marina Krug „Schwule in der Kirche“ und „Lesben in der Kirche“ sowie Eduard Stapel.

## Veröffentlichungen
- Homosexualität und Antihomosexualität als Herausforderung an die gesellschaftliche Diakonie der Kirche. In: H. Elliger/Hegermann (Hrsg.): Bibelhilfe für die kirchliche Jugendarbeit 1987, Berlin 1986.
- Das Berliner AG KJHG. Änderungsvorschläge der Fraktion Bündnis 90/Grüne(AL)/UFV. (mit Manfred Günther und Oliver Schruoffeneger), Berlin 1994.
- Lieber ein Warmer Bruder als ein Kalter Krieger, in: Horch und Guck Heft 57/2007, 27–30.